# Prefecturale weg 34 (Wakayama)
De prefecturale weg 34 (Japans: 和歌山県道34号白浜温泉線, Wakayama-ken dō Sanjūyon-gō Shirahama onsen-sen; Nederlands:Wakayama prefecturale weg 34 - Shirahama onsen-lijn) is een prefecturale weg in Shirahama (district Nishimuro) in de prefectuur Wakayama. De weg verbindt de gemeente met de nationale weg 42.